# SS Naramata
Le SS Naramata est un remorqueur à vapeur commandé par la compagnie Canadien Pacifique. Il a poussé des barges et brisé de la glace sur le lac Okanagan de 1914 à 1967. Après 50 ans de service, le bateau a été retiré et installé à Penticton aux côtés de son sister-ship, le SS Sicamous. En 2001, il est acheté par la Société de restauration du SS Sicamous et il est actuellement en rénovation. Naramata est le seul remorqueur à l'intérieur des terres de la province de la Colombie-Britannique, Canada, qui a été conservé.

## Construction
Le bateau a été construit pour Canadien Pacifique. La coque, les moteurs, la chaudière, et les équipements en acier étaient préfabriqués à Port Arthur, Ontario (de nos jours Thunder Bay) par Western Dry Dock and Shipbuilding Company, et le bateau était construit à Okanagan Landing. La construction a commencé en septembre 1913 et a terminé le 20 avril 1914. Le bateau a coûté 43 000 CAD et a été nommé comme le beau village de Naramata, qui fournissait une grande proportion des fruits de la vallée à cette période.

## Équipage
L'équipage consistait en 11 à 13 hommes : le capitaine, un pilote, deux matelots de pont, un ingénieur chef, un ingénieur en second, deux machinistes, un batelier, et un chef. Le bateau était le premier sur le lac à avoir des toilettes avec une chasse d'eau et il avait aussi une douche. À cause de la nature du travail, les membres de l'équipage devaient se doucher au moins une fois par semaine. Une plaisanterie avait cours à l'époque : on disait que les membres de l'équipage étaient « les plus propres et les plus sales » sur le lac.

## Le rôle du SSNaramata
Naramata transportait parfois des passagers (22 maximum) le long du lac Okanagan, mais il était principalement un remorqueur pour le Chemin de fer canadien Pacifique. Des remorqueurs de Canadien Pacifique transportaient des barges et l'hiver, ils brisaient la glace sur le lac pour les plus grands bateaux de passagers qui avaient souvent des coques en bois. Il pouvait pousser jusqu'à deux barges à la fois, et chacune pouvait contenir jusqu'à dix wagons du chemin de fer. Quand il y avait deux barges, Naramata était placé entre les deux, ce qui conduisait à une forme de V qui permettait des manœuvres commodes. Les barges pouvaient aussi être tirées par le remorqueur.

## Retrait
Naramata a été retiré du service en août 1967. Après sa retraite, est resté à quai à Okanagan Landing et il a changé plusieurs fois de propriétaire.

### Restauration
En 1991, Naramata était vendu à la Société du patrimoine du chemin de fer Kettle Valley et à la ville de Penticton. Le 1er octobre de la même année, il était transporté à Penticton, où il est resté sur l'eau à côté du Sicamous jusqu'en 1993. Quand on a trouvé que sa coque avait commencé à corroder, il était tout de suite mis sur la plage afin de l'empêcher de couler. À partir de 2014, il reste dans une flaque d'eau, mais on espère le mettre sur la plage à côté du Sicamous définitivement.
En 2001, Naramata a été acheté par la Société de la restauration du S.S. Sicamous, et en 2003 la société a commencé à nettoyer et rénover le navire endommagé. Ceci a compris l'enlèvement de trois tonnes de charbon et d'amiante, des réparations générales, et l'installation d'un escalier en acier pour en faciliter l'accès. En 2004, un programme du gouvernement fédéral a donné 90 000 CAD à la société, ce qui a permis une plus ample restauration comme un nettoyage approfondi et une nouvelle couche de peinture. Ces travaux étaient suivis par la restauration du poste de pilotage, des cabines de l'équipage, le remplacement de plusieurs fenêtres, et l'installation d'un système de protection.